# 黒崎 (楽器店)
株式会社黒崎（くろさき）は、徳島県徳島市に本社を置く楽器・音楽/映像ソフト（CD/DVDなど）や楽器の販売事業を行う企業。2011年、株式会社黒崎楽器（くろさきがっき）及び株式会社黒崎器械（くろさききかい）に分割している。

## 沿革
- 1897年（明治30年）5月 - 理化学器械、楽器類を取り扱う黒崎精寿堂を創業。
- 1952年（昭和27年）4月 - 有限会社黒崎器械店として発足。
- 1998年（平成10年）4月 - 株式会社黒崎に組織変更。
- 2003年（平成15年）5月 - 株式会社ヤマハミュージック神戸徳島支店の営業譲渡を受ける。
- 2011年（平成23年）4月 - 器械部を 株式会社黒崎器械、楽器部を 株式会社黒崎楽器　として会社を分割する。

## 店舗
- 黒崎楽器通町本店ピアノ・管弦打楽器フロア

〒770-0842 徳島県徳島市通町1丁目18 1F
黒崎楽器鳴門店
〒772-0002 徳島県鳴門市撫養町斎田字北浜64-2
- 黒崎楽器鴨島店

〒776-0000 徳島県吉野川市鴨島町中央通 本郷ビル
- 黒崎楽器阿南店

〒774-0030 徳島県阿南市富岡町木松10-3
- ギターハウスRaB

〒770-0843 徳島県徳島市両国本町1丁目9